# Evander Holyfield
Evander Holyfield (Atmore, Alabama, 1962. október 19. –) amerikai profi ökölvívó, aki 1984 és 2011 között versenyzett. Az 1980-as évek végén cirkálósúlyban, az 1990-es évek elején pedig nehézsúlyban lett vitathatatlan bajnok, és ő az egyetlen bokszoló a történelemben, aki a három öves időszakban két súlycsoportban is vitathatatlan bajnoki címet szerzett. A "The Real Deal" becenévre hallgató Holyfield az egyetlen négyszeres nehézsúlyú világbajnok, aki 1990 és 1992 között a WBA, a WBC és az IBF egyesített bajnoki címét, 1993 és 1994 között a WBA és az IBF címét, 1996 és 1999 között pedig egy harmadik alkalommal a WBA címét is magáénak tudhatta; az IBF címét harmadszor 1997 és 1999 között, a WBA címét pedig negyedszer 2000 és 2001 között.
Holyfield amatőrként képviselte az Egyesült Államokat az 1984-es nyári olimpián, ahol bronzérmet nyert a félnehézsúlyban. 21 évesen vált profivá, 1985-ben cirkálósúlyba lépett, és a következő évben megnyerte első világbajnoki címét, amikor Dwight Muhammad Qawit legyőzte a WBA címért. Holyfield ezután legyőzte Ricky Parkeyt és Carlos de Leónt, és megnyerte a WBC és az IBF bajnoki címét, így ő lett a cirkálósúly vitathatatlan bajnoka. 1988-ban nehézsúlyba került, majd 1990-ben legyőzte Buster Douglast, és megszerezte az egységessé vált WBA, WBC és IBF nehézsúlyú bajnoki címeket, valamint a vitathatatlan nehézsúlyú bajnoki címet. 
Háromszor sikeresen megvédte címét, győzelmet aratva a korábbi bajnokok, George Foreman és Larry Holmes felett, mielőtt 1992-ben megszerezte első vereségét Riddick Bowe ellen. Egy évvel később egy visszavágón visszaszerezte a címet, és legyőzte Bowe-t a WBA és az IBF címekért. Holyfield később, 1994-ben Michael Moorer ellen elveszítette ezeket a címeket.

## Élete
Holyfield 1962. október 19-én született az alabamai Atmore-ban. A kilenc gyermek közül a legkisebb Holyfield sokkal fiatalabb volt, mint a többi testvére, emellett más apától született. Holyfield családja később a Georgia állambéli Atlantába költözött, ahol a bűnözés sújtotta Bowen Homes Housing Projectsben nevelkedett. Hétévesen kezdett el bokszolni, és megnyerte a Boys Club bokszversenyét. 13 évesen részt vehetett első ifjúsági olimpiáján. 15 éves korára délkeleti regionális bajnok lett, megnyerte a versenyt és a legjobb bokszolónak járó díjat. 1984-re 160 győzelem és 14 vereség volt a mérlege, ebből 76 kiütéssel.
Holyfield "későn érő" fizikummal rendelkezik: amikor 1980-ban elvégezte a Fulton High School-t, mindössze 1,73 m magas volt, és csak 67 kg-ot nyomott. 21 éves korára 1,83 méterre (1,83 m) nőtt és 81 kilogramm (178 fontot) volt a súlya. A húszas évei elején további 2+1⁄2 hüvelyket (6,4 cm) nőtt, és végül elérte felnőttként az 1,89 m-es magasságot. 
20 évesen Holyfield képviselte az Egyesült Államokat az 1983-as Pánamerikai Játékokon a venezuelai Caracasban, ahol ezüstérmet nyert, miután kikapott a kubai világbajnok Pablo Romerótól. A következő évben nemzeti aranykesztyűs bajnok lett, és bronzérmet nyert az 1984-es nyári olimpiai játékokon a kaliforniai Los Angelesben, miután az új-zélandi Kevin Barry elleni elődöntő második menetében vitatott kizárást kapott.

## Bemutató mérkőzés
2021. április 16-án bejelentették, hogy Holyfield 2021. június 5-én visszatér a ringbe, hogy a Teófimo López vs. George Kambosos Jr. előmérkőzés előestéjén egy bemutató mérkőzésen megmérkőzzön Kevin McBride-dal (aki leginkább a korábbi vitathatatlan nehézsúlyú bajnok Mike Tyson legyőzéséről ismert). Miután azonban a López vs. Kambosos mérkőzést többször is elhalasztották, a McBride elleni mérkőzés végül nem jött létre, ami Holyfieldet arra ösztönözte, hogy bírósági eljárást kezdeményezzen Triller ellen.
2021. szeptember 3-án bejelentették, hogy Oscar De La Hoya, aki a tervek szerint szeptember 11-én a Vitor Belfort elleni Triller PPV (pay-per-view) show főszereplője lett volna, koronavírussal kórházba kerül, és Holyfield ugrott be De La Hoya helyett. Az eseményre eredetileg Kaliforniában került volna sor, azonban a Kaliforniai Állami Atlétikai Bizottság elutasította, hogy Holyfield mérkőzését bármilyen formában engedélyezzék. A mérkőzést később Floridában rendezték meg, miután a Florida Állami Atlétikai Bizottság beleegyezett, hogy a mérkőzés bemutató mérkőzésként kerüljön megrendezésre. Holyfield az első menetben technikai KO-val veszített.